# اسکای بلو (رپر)
اسکای بلو (به انگلیسی: Sky Blu)با نام اصلیاسکایلر آستین گوردی (به انگلیسی: Skyler Austen Gordy) (زاده ۲۳ اوت ۱۹۸۶) رپر آمریکایی است.
او به همراه عموی خود ردفو گروه ال‌ام‌اف‌ای‌او را تأسیس کرد.